# Jan Wilkowski

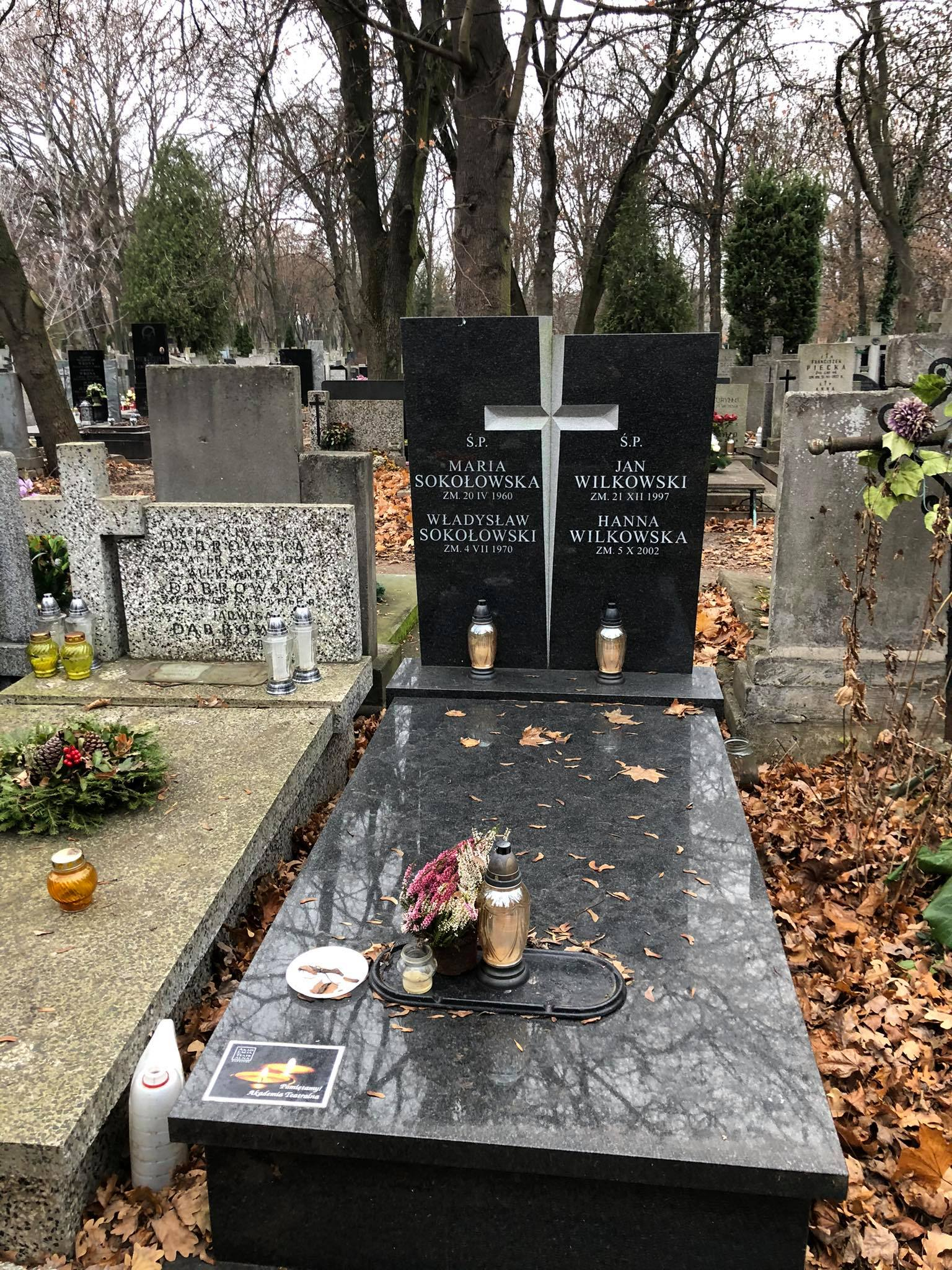
Grób Jana Wilkowskiego na cmentarzu Bródnowskim

Jan Wilkowski (ur. 15 czerwca 1921 w Warszawie, zm. 21 grudnia 1997 w Warszawie) – jeden z najwybitniejszych twórców polskiego teatru lalkowego, reżyser i aktor, uznawany za legendę polskiego lalkarstwa.

## Życiorys
W swojej bogatej karierze zawodowej był m.in. kierownikiem artystycznym Teatru Lalka (1952–1969), założycielem Wydziału Lalkarskiego w Białymstoku (filia PWST w Warszawie) i profesorem na Wydziale Reżyserii Teatru Lalek (1981–1990). Na niwie lalkarskiej współpracował ściśle z Adamem Kilianem. Był autorem programów telewizyjnych Ula z 1B. W Syntezie Macieja Wojtyszki zagrał rolę dziadka. 
W 1959 został odznaczony Złotym Krzyżem Zasługi.
Pochowany na cmentarzu Bródnowskim w Warszawie (kwatera 10M-6-3).

## Wybrane przedstawienia
- Guignol w tarapatach
- O Zwyrtale Muzykancie
- Spowiedź w drewnie
- Tymoteusz i Psiuńcio (Tymoteusz Rymcimci)
- Tymoteusz wśród ptaków

## Filmy dokumentalne o Janie Wilkowskim
- Baśnie mojego dzieciństwa w bazie  filmpolski.pl (1978)
- Teatr cudów Jana Wilkowskiego w bazie  filmpolski.pl (1998)
- Światła ramp czyli Jan Wilkowski w bazie  filmpolski.pl (2001)